# Lamprospilus badaca
Espèce
Lamprospilus badaca est une espèce d'insectes lépidoptères (papillons) appartenant à la famille des Lycaenidae, à la sous-famille des Theclinae et au genre Lamprospilus.

## Dénomination
Lamprospilus badaca a été décrit par William Chapman Hewitson en 1868, sous le nom initial de Thecla badaca.
Synonymes : Thecla zurkvitzi Schaus, 1902; Thecla fernanda Jones, 1912; Thecla angusta Lathy, 1936; Thecla zurkvitzi ; Brown & Mielke, 1967; Arases spectaculorum Johnson & Adams, 1993; Gigantorubra melanorubra Johnson, 1993; Angulopis microterminalis Johnson & Kroenlein, 1993; Gigantorubra mininota Johnson, 1993; Gigantorubra necbadaca Johnson, 1993; Gigantorubra solitaria Johnson, 1993; Gigantorubra argenomontana Johnson, 1993; Gigantorubra exotissima Johnson, 1993; Gigantorubra bahia Johnson, 1993; Angulopis vioangulis Johnson & Kroenlein, 1993; Angulopis ruborbiculis Johnson & Kroenlein, 1993; Angulopis rubrolimbacosta Johnson & Kroenlein, 1993; Gigantorubra ornamentata Johnson, 1993; Angulopis obscurus Johnson & Kroenlein, 1993; Gigantorubra clintoni Johnson, 1993.

## Écologie et distribution
Lamprospilus badaca est présent en Colombie, au Venezuela, à Trinité-et-Tobago, en Bolivie, au Paraguay, en Argentine, au Brésil, au Surinam, en Guyana et en Guyane,.

### Protection
Pas de statut de protection particulier.